# Zweeler
Zweeler Ltd. is een in Malta gevestigd bedrijf dat Fantasy/Management spellen organiseert. Hierbij maken deelnemers een team op basis van hun verwachtingen van de uitslag van een sportevenement.

## Geschiedenis
Zweeler start begin jaren negentig met het organiseren van het Tour de France Spel. In het begin kunnen er niet meer dan vijftien mensen meespelen en worden alle gegevens in een schrift bijgehouden. Het enthousiasme groeit en al snel maakt het schrift plaats voor een spreadsheet zodat veel meer mensen kunnen meespelen.
Niet alleen het aantal spelers stijgt, ook de spelkeuze neemt toe. Het Tour de France Spel krijgt al snel gezelschap van het Wielerjaarspel, het Giro Spel, het Vuelta Spel en in de winter het Schaatsspel.
In 2007 gaat Zweeler het World Wide Web op en worden de spellen voortaan via het internet georganiseerd en gespeeld.
Eerst nog voor een kleine groep enthousiaste en fanatieke spellenliefhebbers, maar hun aantallen nemen snel toe.
Om nog verder te groeien wordt Zweeler Ltd in 2010 officieel opgericht en krijgt het de benodigde licentie om betaalde spellen te organiseren met geldprijzen.
Sinds die tijd maakt Zweeler een gestage groei door en richten de blikken zich inmiddels ook over de landsgrenzen heen.

## Aanbod
| Wielrennen - Tour Down Under Spel - Wielerjaarspel - Voorjaarsklassiekersspel - Parijs-Nice Spel - Milaan-San Remo Spel - Ronde van Catalonië Spel - Ronde van Vlaanderen Spel - Ronde van het Baskenland Spel - Parijs-Roubaix Spel - Amstel Gold Race Spel - Liège - Bastogne - Liège - Ronde van Romandië Spel - Giro Spel - Tour of California Spel - Wielerjaarspel 2e periode - Critérium du Dauphiné Spel (voorheen Dauphiné Libéré Spel) - Ronde van Zwitserland Spel - Tour de France Spel - Eneco Tour Spel - Vuelta a Espana Spel - WK Wielrennen Spel - Parijs-Tours Spel - Ronde van Lombardije Spel | Formule 1 en MotoGP - F1 Jaarspel - MotoGP JaarSpel Per Grand Prix organiseert Zweeler een individueel spel. Voetbal - Super11 Eredivisie Spel - Super11 Jupiler Pro League Spel - Super11 Premier League Spel - Super11 Serie A Spel - Super11 Primera División Spel - Champions League Spel Tennis - Australian Open Spel - Roland Garros Spel - Wimbledon Spel - US Open Spel Schaatsen - EK/WK SchaatsSpel - SchaatsSpel Overige - Beursspel (Individueel spel per kwartaal) - Cyclocross - Darts |